# يوسف مرعي
الدكتور يوسف وليد مرعي (بالإنجليزية: Josef W. Meri)‏ (مواليد 1969) هو أستاذ بحوث في التاريخ الإسلامي في فترة العصور الوسطى والثقافة الإسلامية والعلاقات بين الأديان وباحث في تاريخ المجتمعات اليهودية في الشرق الأوسط. وهو حاليا عضو وباحث خاص في مؤسسة آل البيت للفكر الإسلامي (عمان، الأردن) التي ترعاها الأسرة الهاشمية. ولد في شيكاغو في عام 1969 وينحدر من عائلة مقدسية. حصل على شهادة البكالوريوس (بتقدير امتياز) من جامعة كاليفورنيا في بيركلي في عام 1992 والماجستير من جامعة ولاية نيويورك في عام 1995 والدكتوراه من جامعة أوكسفورد (كلية ولفسون) في عام 1999.وقد نشر العديد من المقالات والكتب التي تتناول جوانب مختلفة من التاريخ الإسلامي والحضارة الإسلامية والعبادة في الإسلام واليهودية. عمل في الفترة من عام 2013 إلى عام 2014 أستاذ زائر للدراسات الإسلامية في جامعة لودفيغ ماكسيميليان في ميونخ.
وكان زميلا في كلية سانت إدموند في كامبريدج، وزميل زائر في مركز الدراسات الإسلامية جامعة كامبردج.

## مؤلفات مختارة
- The Cult of Saints among Muslims and Jews in Medieval Syria (Oxford: مطبعة جامعة أكسفورد, 2002) (ISBN 0-19-925078-2).
- (ed. with F. Daftary) Culture and Memory in Medieval Islam (London and New York: أي بي توريس, 2003) (ISBN 1-86064-859-2).
- (ed. and trans.) A Lonely Wayfarer's Guide to Pilgrملف: Ali ibn Abi Bakr's Kitab al-Isharat ila Ma'rifat al-Ziyarat (Princeton: Darwin Press, 2004) (ISBN 0-87850-169-X).
- (ed.) Medieval Islamic Civilization: An Encyclopedia, 2 vols. (New York: روتليدج, 2006) (ISBN 0-415-96690-6).

## وصلات خارجية
- كلية ولفسون، جامعة أكسفورد
- مؤلفات د. يوسف مرعي
- مؤسسة آل البيت للفكر الإسلامي، عمان
- معهد الدراسات الإسماعيلية في لندن
- مقابلة مع دار نشر جامعة أكسفورد